# Formica foetens
Formica foetens é uma espécie de formiga do gênero Formica, pertencente à subfamília Formicinae.